# Taurobolium-Altar von Lyon

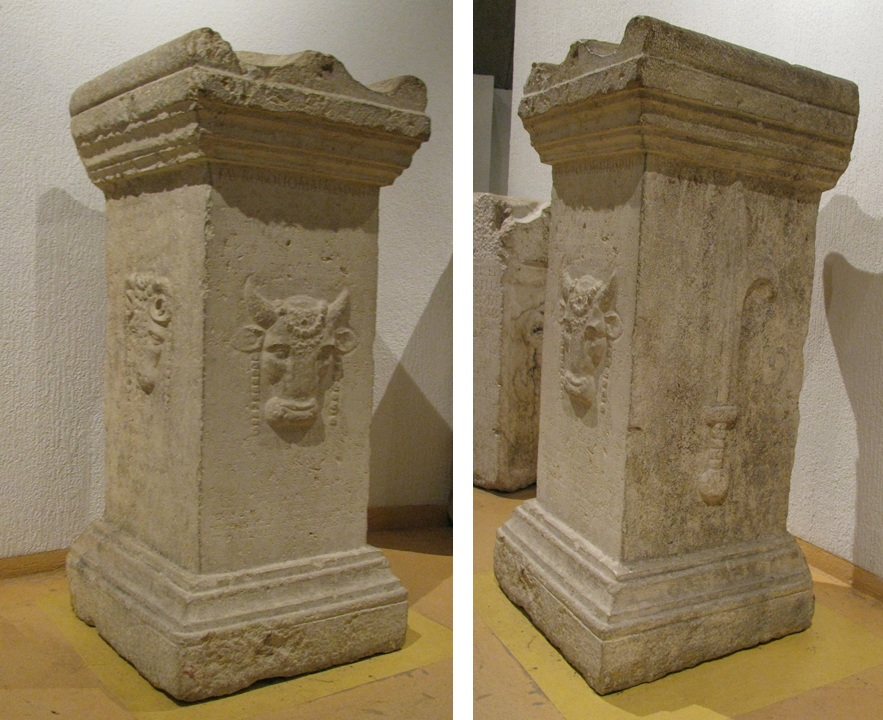
Taurobolium-Altar

Der Taurobolium-Altar von Lyon ist ein antiker römischer Steinaltar, der 1704 in einem Weinberg auf dem Fourvière in Lyon gefunden wurde. Die Inschrift bezeugt ein Taurobolium im Jahr 160 n. Chr., das der Gesundheit des Kaisers Antoninus Pius dienen sollte.

## Beschreibung
Die Weihinschrift befindet sich auf der Vorderseite oberhalb und unterhalb eines Stierkopf-Reliefs. Sie lautet:
Über dem Stierkopf:
Taurobolio Matris d(eum) M(agnae) Id(eae)
quod factum est ex imperio Matris
deum
pro salute Imperatoris Caes(aris) T(iti) Aeli
Hadriani Antonini Aug(usti) Pii p(atris) p(atriae)
liberorumque eius
et status coloniae Lugudun(ensium)
L(ucius) Aemilius Carpus IIIIIIvir Aug(ustalis) item
dendrophorus
Unter dem Stierkopf:
vires excepit et a Vaticano trans-
tulit ara(m) et bucranium
suo inpendio consacravit
sacerdote
Q(uinto) Sammio Secundo ab XVviris
occabo et corona exornato
cui sanctissimus ordo Lugudunens(ium)
perpetuitatem sacerdoti(i) decrevit
App(io) Annio Atilio Bradua T(ito) Clod(io) Vibio
Varo co(n)s(ulibus)
l(ocus) d(atus) d(ecreto) d(ecurionum)
Auf der Seite:
cuius mesonyctium
factum est V Id(us) Dec(embres)
Der Stein befindet sich heute im Musée gallo-romain de Fourvière in Lyon.